# Pic du Midi de Bigorre
El pic du Midi de Bigorre (en occitano gascón pic de Mieidia de Bigòrra) está situado en el departamento francés de Altos Pirineos, y alcanza una altitud de 2877 metros. Es conocido entre otras cosas por la presencia de un observatorio astronómico y una antena de televisión.

## Geografía

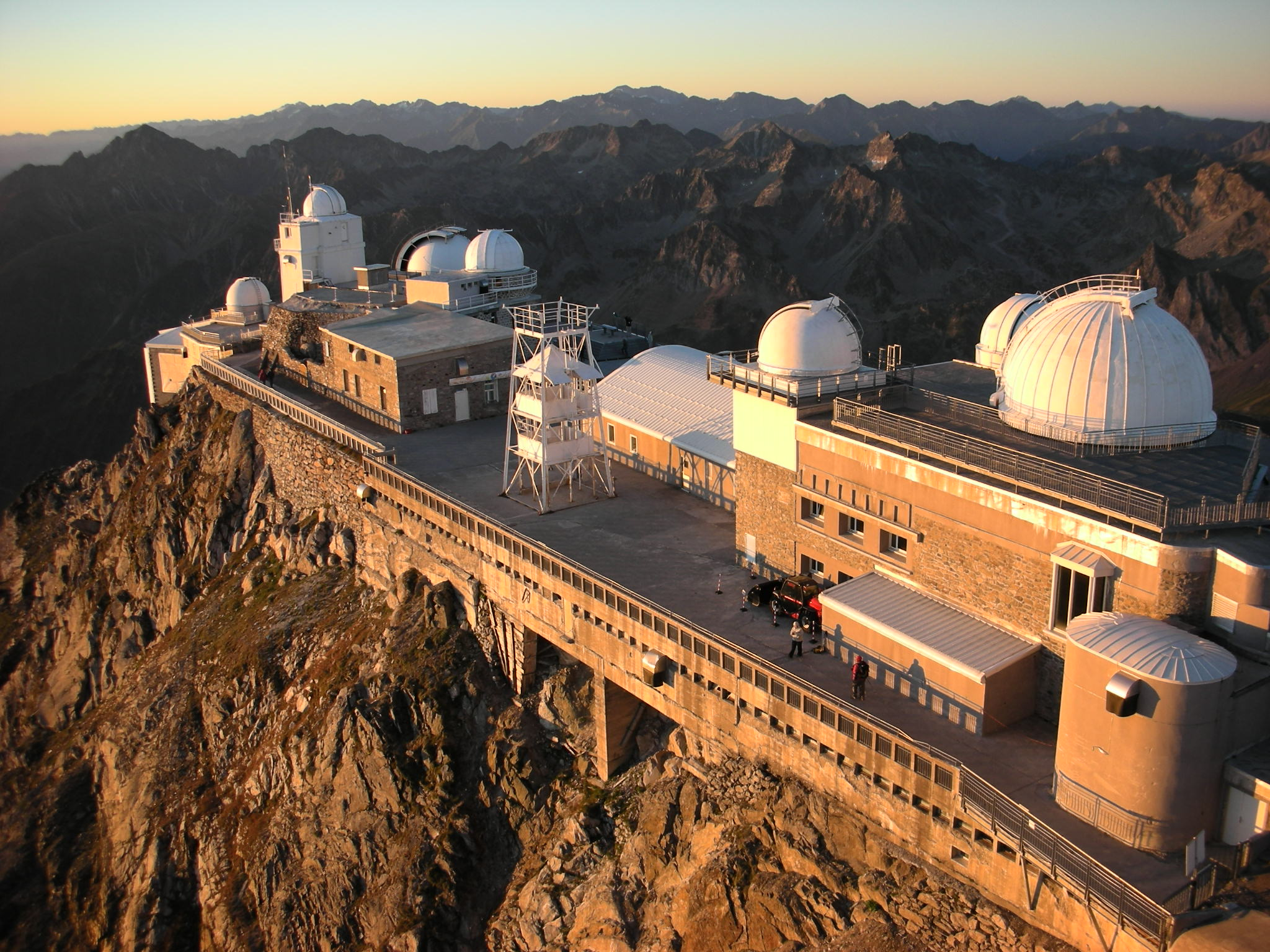
Observatorio de la cima

Situado en los Pirineos franceses, en el departamento de Altos Pirineos, cerca de Bagnères-de-Bigorre, refiriéndose como el pueblo del antiguo condado de Bigorre comté de Bigorre.El pico se conoce por su panorámica sobre las cadenas montañosas franco-españolas.
Es posible acceder al pico a pie, a través de senderos de montaña, o bien en teleférico, con salida en La Mongie. Este teleférico está formado por dos secciones:
- La primera sección, entre La Mongie (1 800 m) y el Taoulet (2 300 m), tiene varias pilonas de sustentación;
- La segunda sección, entre el Taoulet y el Pic du Midi (2 872 m), no tiene ninguna piola, tan solo la de llegada. Tiene una longitud de cable de 2550 metros entre la estación y la última pilona del Taoulet.